# Nutka ciprus
A nutka ciprus (Cupressus nootkatensis) korábban Chamaecyparis nootkatensis, illetve Xanthocyparis nootkatensis) a fenyőalakúak (Pinales) rendjében és a ciprusfélék (Cupressaceae) családjának egyik faja. Egyéb nevei: nutka hamisciprus, nutka álciprus vagy alaszkai cédrus.
A Chamaecyparis, Xanthocyparis és Callitropsis nemzetségek fajait összefoglaló néven hamisciprusoknak, illetve álciprusoknak nevezzük.

## Származása, elterjedése
Észak-Amerika nyugati partvidékéről származik. Fő elterjedése Alaszka és Kanada Brit-Kolumbia tagállama, de délebbre, Kalifornia, Oregon és Washington államokban is előfordul.
Kertészeti céllal a világ legkülönbözőbb részein ültetik.

## Megjelenése, felépítése
20–25 m magasra növő, látványos, robusztus termetű fa. Koronája karcsú kúp alakú. Spirálisan hámló kérge fiatalon vöröses, később barnás. Ágaik eleinte fölfelé állnak, de az idősebb ágak és a fiatal ágak végei fürtösen lecsüngenek. Alsó ágai uszályosan szétterülnek, időnként le is gyökeresednek.
Az átellenesen álló, sötétzöld pikkelylevelek csúcsa finoman elálló és hegyes, szúrós. Fonákukon nincs rajzolat. A megdörzsölt levelek jellegzetes, kellemetlen illatúak.
A fa csúcsán tömegesen termő kis, gömbölyded tobozai eleinte kékeszöldek, majd megbarnulnak.

## Életmódja, élőhelye
Észak-Amerikában a hegységekben, 1000–2300 m magasan nő — olyan helyeken, ahol nagy a páratartalom (gyakran a tengerparthoz közel). Mivel élőhelye észak–déli irányban erősen megnyúlt, rendkívül változatos tűlevelű (Pinopsida) növénytársulások tagja:
- Alaszkában:
  - az alsó zónában a szitka luccal (Picea sitchensis),
  - följebb a csavarttűs fenyővel (Pinus contorta) és a Tsuga mertensiana hemlokfenyővel nő együtt;
- Brit-Kolumbiában a társulás tagjai:
  - az alsó zónában a szitka jegenyefenyő (Abies amabilis), a csavarttűs fenyő (P. contorta), a nyugati selyemfenyő (Pinus monticola), az óriás tuja (Thuja plicata) és a (Tsuga heterophylla),
  - följebb itt is a Tsuga mertensiana;
- a Kaszkádokban:
  - az alsó zónában szitka jegenyefenyő (Abies amabilis) és nemes jegenyefenyő (Abies procera),
  - följebb sziklás-hegységi jegenyefenyő (Abies lasiocarpa), fehértörzsű fenyő (Pinus albicaulis) és Tsuga mertensiana kíséri;
- elterjedési területének déli peremén, a Siskiyou-hegységben óriástobozú jegenyefenyővel (Abies magnifica) kaliforniai gyantásciprussal (Calocedrus decurrens) és oregoni luccal (Picea breweriana) nő együtt.

E társulások cserjeszintjéban többnyire a hangafajok (Erica spp.) dominálnak.
Lassan nő.
A Kárpát-medencében megbízhatóan télálló, a szárazságot, kiszáradást azonban nem tűri. Ennek ellenére ritka; leginkább gyűjteményes kertekben fordul elő. Csapadékos, párás éghajlatot igényel — ilyen helyeken magában ültetve festőien szép fává fejlődik.
Toboza a második évben érik be.

## Felhasználása
Fája kivételesen ellenálló, tartós, és lassú növekedése miatt igen drága is. Főleg hajófának és kültéri faépítményekhez használják tenger mellett vagy hideg, nedves éghajlaton. Az Amerikai Egyesült Államokból jelentős mennyiséget exportálnak Japánba, ahol kedvelt épületfa.
Díszfának sokfelé ültetik. Helyigényes, de jó talajon magas sövénynek is alkalmas.

## Kertészeti változatok

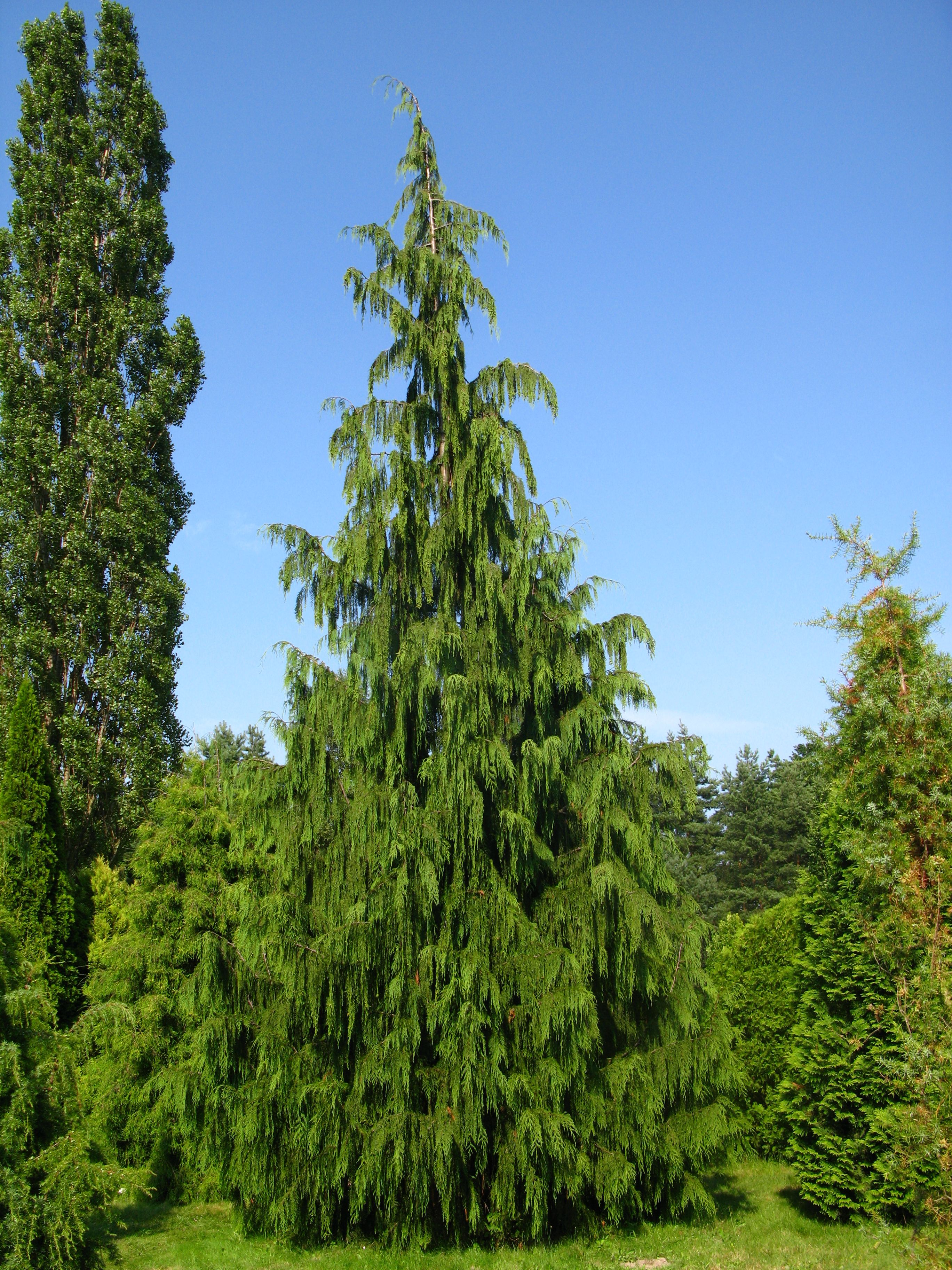
C. n. 'Pendula'Varsóban, a Lengyel Tudományos Akadémia botanikus kertjében

- C. n. Pendula — Közép-Európában ez a legismertebb fajta — olyannyira, hogy gyakrabban ültetik, mint a törzsváltozatot. Törzse fölfelé törő, ágai ívesen felhajlanak. A csúcshajtás lehajlik, miként az ágvégek is; a harmad-negyedrendű hajtások hosszan, rojtszerűen lecsüngenek. A vízszintes és függőleges formák együttese kecsessé, festőivé teszi. Levele sötétzöld. (Sűrűn vagy sövénynek ültetve e tulajdonságai kevésbé érvényesülnek.) A szárazságot épp úgy nem tűri, mint az alapfaj. Télálló, de a nedves, nehéz havat célszerű lerázni ágairól. Metszéssel jól alakítható.